# Sunday Morning (Maroon 5)
Sunday Morning è un singolo del gruppo musicale statunitense Maroon 5, pubblicato il 2 dicembre 2004 come quarto estratto dal primo album in studio Songs About Jane.

## Descrizione
Ottava traccia dell'album, Sunday Morning è stato 31° nella Billboard Hot 100 negli Stati Uniti d'America, diventando il quarto singolo dei Maroon 5 ad entrare nella Top 40; è anche stato 27° nel Regno Unito e 7° in America Latina diventando il terzo singolo consecutivo dei Maroon 5 nella Top 10.
La canzone è una delle colonne sonore di Tutto può succedere - Something's Gotta Give, Love Actually - L'amore davvero e Il ritorno della scatenata dozzina (benché il secondo fosse la versione di 1.22.03.Acoustic).

## Video musicale
Il videoclip è stato filmato tra il 17 e il 18 ottobre 2004 presso gli Abbey Road Studios di Londra.

## Tracce
1. Sunday Morning (Album Version) – 4:04
2. Shiver (Live from "Hard Rock Live") – 5:00
3. Through with You (Live from "Hard Rock Live") – 3:24

## Classifiche
| Classifica (2004/05)             | Posizione massima |
| -------------------------------- | ----------------- |
| Australia                        | 27                |
| Irlanda                          | 22                |
| Nuova Zelanda                    | 21                |
| Regno Unito                      | 27                |
| Stati Uniti                      | 36                |
| Stati Uniti (adult contemporary) | 15                |
| Stati Uniti (pop 100)            | 22                |
| Sud Africa                       | 1                 |